# مورننغ غلوري
مورننغ غلوري هي ناقلة نفط من نوع أفرامكس ، صُنعت سنة 1993 م.
في 8 آذار 2014 م، دخلت الناقلة إلى ميناء السدرة، التي كانت حينها تحت سيطرة مسلحين يقودهم إبراهيم الجضران، وأخذت حمولة من النفط تقدر بـ 350 ألف برميل، وبعد فشل البحرية الليبية في القبض على الناقلة، تدخلت البحرية الأمريكية واستولت على الناقلة قبالة قبرص بعد أيام من مغادرتها ميناء السدرة.